# 각본

영어로 쓰인 영화 각본의 한 예

각본(腳本) 또는 극본(劇本) 혹은 시나리오(영어: scenario)는 연극, 영화, 방송 프로그램을 만들고자 사전에 작성하는 글로서, 건축에서 설계도, 음악에서 악보와 마찬가지로, 작품 제작에 필요한 계획서의 성격을 지닌다. 각본이 주로 대사(臺詞 · 臺辭)로 이뤄져 있는 경우, 대본(臺本, Script, 스크립트)이라 부르기도 한다. 각본을 대장(臺帳) 또는 정본(正本)이라 하기도 한다.

## 영화 각본
영화 각본(映畫脚本)은 영화를 만들기 위해 미리 작성한 글로서 일종의 계획서, 틀, 설계도의 기능을 목적으로 한다. 과거 문화어에서는 시나리오(Scenario)로 불리다가 1960년대에 "영화 문학"으로 순화되기도 하였다. 한편, 사전적 의미는 동일하지만 영화 각본을 대본에 중점을 두고서 가리킬 때 흔히 영어로 "스크립트"(script)라 부르기도 한다. 이 각본에는 소재, 주제, 장르와 더불어 인물의 대사뿐 아니라 의성어, 의태어를 포함하여 작품의 배경과 촬영 설정에 관한 글들이 기록되어 있다.
영화 각본은 작가가 새로 창작한 작품일 수도 있고, 소설과 같은 기존의 작품을 각색한 것일 수도 있다. 각색이 아닌, 처음부터 순수 영화를 목적으로 창작한 각본을 "오리지널 각본"(Original screenplay)이라 불러 구분하는 경우도 있다.
영화 각본은 각본가에 의해 먼저 쓰인 후에 영화사가 이를 받아들여 영화를 제작하는 경우가 있고, 또는 영화사의 제작자가 만들고자 하는 영화를 먼저 구상, 기획한 뒤 전문 각본가를 고용하여 기획한 영화의 각본을 완성시킨 다음 영화를 제작하는 경우가 있다.
영화 각본을 창작하는 사람을 "영화 각본가"(screenwriter), 또는 "시나리오 작가"라고 부른다.
한편, 각본에 기록할 내용 중 글 대신 그림으로 만든 것이 스토리보드이다.

## 각본 작성 소프트웨어

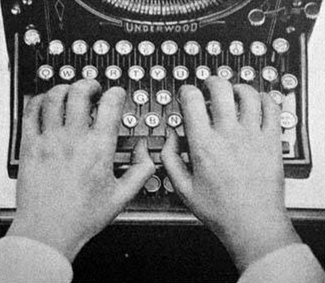
타자기로 글을 쓰는 모습.

1980년대부터 서서히 개인용 컴퓨터가 발달하면서 영화 각본을 쓰는 과정에서도 많은 변화를 거쳤다. 그 전까지는 보통 손으로 쓰거나 아니면 타자기를 이용하였다. 컴퓨터가 보편화된 뒤로는 대부분 워드 프로세서를 사용하게 되었고, 이 워드 프로세서가 발전을 거듭하면서 이제는 거의 필수 도구가 되었다. 1980년대에는 도스(DOS) 응용 프로그램인 스마트키가 애용되었으며, 1990년대의 마이크로소프트 윈도우를 거쳐 2000년대 들어서는 인터넷이 발달하면서 온라인 상에서 작성하는 경우가 많아지고 있는 추세다.
현재 세계적으로 많이 사용되고 있는 소프트웨어는 아래와 같다.
- 무비 아웃라인[9]
- 페이지 투 스테이지[10]
- 소포클레스
- 셀틱스[11]
- 무비 매직 스크린라이터[12]
- 파이널 드래프트[13]
- 주라[14]
- 스크립프트[15]
- 몽타주[16]

## 같이 보기
- 각본가